# (9618) Johncleese
(9618) Johncleese (1993 FQ8) – planetoida z pasa głównego asteroid okrążająca Słońce w ciągu 3,65 lat w średniej odległości 2,37 j.a. Odkryta 17 marca 1993 roku.